# 吉武素二
吉武 素二（よしたけ もとじ、1911年11月28日 - 1999年2月14日）は、日本の気象技官。気象庁長官を務めた。

## 来歴・人物
山口県防府市出身。1934年に東京帝国大学理学部物理学科を卒業し、後に中央気象台に入庁。1966年に仙台管区気象台長を経て、1969年から1971年までに気象庁長官を務めた。
1981年に勲二等旭日重光章を受章
1999年2月14日に多臓器癌のために死去。87歳没。